# 藤原光忠
藤原 光忠（ふじわら の みつただ）は、平安時代後期の公卿。藤原北家大炊御門家、大納言・藤原経実の三男。官位は従二位・中納言。二条天皇の外伯父。

## 経歴
大炊御門家の祖・藤原経実の三男として永久3年（1115年）に誕生。天治3年（1126年）に従五位下に叙爵し、大治5年（1130年）に侍従に任官した。長承3年（1134年）20歳になって従五位上に昇叙。保延2年（1136年）には正五位下に進み、保延4年（1138年）に右近衛権少将に任ぜられる。
保延6年（1140年）に従四位下・左近衛少将に叙任。康治元年（1142年）従四位上、久安4年（1148年）正四位下と順調に昇進し、丹波介・美作介・備中介を兼帯した。久安6年（1150年）には左近衛中将に昇任し、保元元年（1156年）に参議に任ぜられて公卿に列した。保元3年12月（1159年1月）に従三位、平治元年（1159年）正三位に昇叙。
仁安元年（1166年）、権中納言に任ぜられ、翌仁安2年（1167年）には中納言に転じるが、同年中に辞退して民部卿に転任。同時に従二位に叙せられて、翌年には本座を聴された。承安元年（1171年）正月に民部卿を辞任。同年6月病のため出家するが翌日薨去。享年57。

## 官歴
- 天治3年（1126年）正月5日：従五位下に叙爵（無品禧子内親王給）。
- 大治5年（1130年）10月5日：侍従に任官。
- 長承3年（1134年）2月17日：従五位上に昇叙（皇后宮給。一切経供養賞）。
- 保延2年（1136年）3月26日：正五位下に昇叙（大宮給。勝光明院供養行幸賞）。
- 保延4年（1138年）11月17日：右近衛権少将に任官。
- 保延5年（1139年）正月24日：讃岐権介を兼ぬ。
- 保延6年（1140年）正月6日：従四位下に昇叙（労）。4月3日：左近衛少将に遷任。
- 永治元年（1141年）12月1日：丹波介を兼任。
- 康治元年（1142年）11月14日：従四位上に昇叙（主基）。
- 久安3年（1147年）正月28日：美作介を兼任。
- 久安4年（1148年）10月17日：正四位下に昇叙（皇太后宮給。行幸関白法性寺亭賞）。
- 久安6年（1150年）正月26日：左近衛中将に昇任。
- 仁平元年（1151年）2月2日：備中介を兼任。7月24日：右近衛中将に遷任。
- 保元元年（1156年）9月13日：参議に任官。
- 保元2年（1157年）正月24日：丹波権守を兼任。
- 保元3年12月17日（1159年1月16日）：従三位に昇叙。
- 平治元年（1159年）11月22日：正三位に昇叙（大嘗会主基）。
- 応保2年（1162年）正月27日：備前権守を兼任。
- 仁安元年（1166年）8月27日：権中納言に昇任。
- 仁安2年（1167年）2月11日：中納言に転任。8月1日：中納言を辞任。民部卿に転任して従二位に昇叙。
- 仁安3年（1168年）正月14日：本座を聴す。
- 嘉応3年/承安元年（1171年）正月18日：民部卿を辞任。6月5日：出家。6月7日：薨去。享年57。

## 系譜
- 父：藤原経実
- 母：藤原為房の娘
- 妻：源信雅の娘
- 生母不明の子女
  - 男子：藤原通忠
  - 男子：静雲
  - 男子：光全
  - 女子：藤原経家室
  - 女子：平維盛室
  - 女子：藤原宗頼室